# Хьерманн, Рейдар
Рейдар Хьерманн (норв. Reidar Hjermann) (р. 17 февраля 1969 г., Осло) — норвежский психолог и специалист клинической детской и подростковой психологии. Уполномоченный по правам ребенка, омбудсмен в Норвегии 2004—2012 г.г.

## Биография
Рейдар Хьерманн вырос в семье известного норвежского психиатра Вешлемьой Хьерманн и почетного профессора медицины Ингвара Хьерманна. Рейдар Хьерманн учился в NTNU в Тронхейме, а также получил образование в финском университете Åbo Akademi.
Работал в качестве психолога в государственной службе по защите и попечению детей и службе по охране психического здоровья детей и подростков. Он также имел частную практику психолога и работал в качестве эксперта-свидетеля в суде по делам опеки и попечительства. Хьерманн работал в приемнике для беженцев Fossnes и Танум и разработал веб-сайт о психосоциальных последствиях у детей беженцев по заданию от Директората по иммиграции.
Как омбудсмен, он призвал Библейское общество, изъять слово «покарание», используемое в отношении детей, из Библии. В издании Библии опубликованной в 2012 году, термин «покарание» удаляется во всех контекстах, где обсуждались дети.
Уполномоченный по правам ребенка Хьерманн предложил ввести вопрос культуры для детей и молодежи в повестку омбудсмена. Он инициировал экспериментальную схему голосования 16-летних на местных региональных выборах в 2011 году.
Вместе с Кнут Haanes он издал книгу «Дети» в 2009 году.
Рейдар Хьерманн инициировал активное участие детей и подростков в работе Уполномоченного по правам человека. Он ввел термин «экспертные группы», где молодые люди с особым опытом давали советы омбудсмену на основе их собственного жизненного опыта. На протяжении многих лет, как омбудсмен, Хьерманн, провел встречи групп экспертов с молодежью по следующим темам: иметь родителей в тюрьме, иметь родителей депортированных беженцев, как выжить после террористического нападения на Утойя, подвержение сексуальному насилию, насилие в семье, проживание в больницах, проживание в социальном жилье, изолированные религиозные общины.
Советы молодежи были учтены и представлены политикам, а сами молодые люди получили во многих случаях возможность встретиться с лицами, принимающими решения по этим вопросам.
Хьерманн на протяжении многих лет работы в качестве уполномоченного по правам ребенка все больше был обеспокоен тем, что норвежские муниципальные структуры функционировали плохо, и неоднократно выступал за слияние муниципалитетов для создания более профессиональной муниципальной помощи для детей.
Хьерманн завершил свою работу в качестве уполномоченного по правам ребенка в 2012 году, но еще целый год он работал в качестве консультанта в конкретных миссиях в Гонконге, Вьетнаме и Пакистане. Он был назначен руководителем проекта в Управлении по делам гражданской обороны и чрезвычайного планирования в 2013 году.
В настоящее время Хьерманн работает как психолог-эксперт в вопросах, касающихся детей в норвежской правовой системе, в качестве лектора и консультанта.